# Dors Venabili
En la Saga de la Fundación de Isaac Asimov, Dors Venabili (Eos, 11865 - Trantor, 12048) es una buena amiga, protectora y posteriormente esposa de Hari Seldon, el personaje principal de Preludio a la Fundación y Hacia la Fundación. Físicamente, Dors es una mujer atractiva dos años menor que Seldon. Cuenta que es historiadora de Cinna y, antes de verse envuelta en La Huida, daba clases en la Universidad de Streeling de Trántor.
Dors es, probablemente, una de los más fuertes y desarrollados personajes femeninos de la Saga de la Fundación. Se le asignó la misión de proteger a Hari Seldon por Chetter Hummin, el cual muestra un interés inicial por la investigación sobre la psicohistoria. Durante el desarrollo de Preludio a la Fundación y Hacia la Fundación muestra una preocupación obsesiva por la seguridad de Seldon y se acuña el apodo de "La mujer tigre" por la ferocidad con la que le defiende, y su puntería, reflejos y habilidades (tan sobrehumanos que llegan al punto de parecer felinos). A pesar de lo anterior, a lo largo de su vida protegiendo a Seldon siempre fue reacia a dañar a sus oponentes. Este es el resultado de estar regida por las Leyes de la Robótica.
Hacia el final de Preludio a la Fundación, Hari revela su sospecha de que Dors es un androide trabajando con R. Daneel Olivaw en su misión para preservar la humanidad. Algunas de las pistas que le llevaron a hacer esta deducción se las proporcionó ella misma al aprender a utilizar el arma blanca de un bandido en Billibottom viéndole utilizarla una única vez. Este hecho no parece que afectara el amor que Hari sentía por ella, y simplemente admite para sí mismo que es un robot instantes antes de que su mujer se desactivara, e incluso entonces no es afectado por ello. Justo antes de que Hari muriera piensa en su protectora y amada esposa, sin un ápice de rabia por su decepción.
Juntos criaron a su hijo adoptivo Raych, a quien encontraron cuando era un chico de doce años del sector de Dahl en Trántor.
Dors aparece en la Segunda Trilogía de la Fundación, donde se conoce que fue también una profesora de Hari Seldon, luego una compañera de Universidad y finalmente, su esposa. 
Después de su aparente muerte en Hacia La Fundación y habiendo sido reparada por el robot Jan Kasnarv, se le asigna la tarea de cuidar a Klia y Brann (los poderosos mentálicos que serían el origen de Gaia). Sin embargo, habiendo sido construida para proteger a Hari Seldon, su ausencia y el conocimiento de su inminente muerte le llevan a plantearse nuevas perspectivas de las órdenes de R. Daneel. Finalmente abandona por completo el servicio y queda implícito que se retira con el robot Lodovik Trema, no sin antes visitar por última vez a su marido, cuya última palabra al morir fue su nombre (¡Dors!). 
Estos acontecimientos de la Segunda Trilogía no se consideran fidedignos por muchos de los aficionados de Isaac Asimov y la Saga de la Fundación, pero son un desarrollo interesante de los personajes.
- Datos: Q1081052